# Мемориал Шлехтера

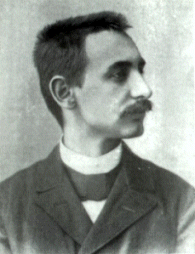
К. Шлехтер

Мемориал Шлехтера (нем. Carl-Schlechter-Gedenkturnier) — шахматный турнир, посвященный памяти выдающегося австрийского шахматиста Карла Шлехтера (1874—1918). Проводится нерегулярно, начиная с 1923 г. По состоянию на 2008 г. было проведено 7 турниров с этим названием. Чаще всего турниры проводились в конце 1940-х — начале 1950-х гг.
6 из 7 турниров прошли в Вене, турнир 1971 г. был вынесен в город Глогниц.

## Хронологическая таблица
| Год             | Город   | Участников | Победитель                                      |
| --------------- | ------- | ---------- | ----------------------------------------------- |
| 1923            | Вена    | 12         | Савелий Тартаковер (Польша)                     |
| 1947            | Вена    | 16         | Ласло Сабо (Венгрия)                            |
| 1949            | Вена    | 14         | Стоян Пуц (Чехословакия), Ян Фолтыс (Югославия) |
| 1951            | Вена    | 12         | Моше Черняк (Израиль)                           |
| 1961            | Вена    | 12         | Юрий Авербах (СССР)                             |
| 1971            | Глогниц | 11         | Властимил Горт (Чехословакия)                   |
| 1996 (открытый) | Вена    | 51         | Илия Балинов (Болгария)                         |